# 武田竜
武田 竜（たけだ りゅう、1984年6月20日 - ）は、日本の男子アルペンスキー選手。

## 来歴
北海道小樽市に生まれる。4歳で初スキー。小学1年生になると、父親がコーチを務める地元のレーシングチーム『天狗山レーシング』に入部。日本のトップレーサーを数多く輩出した小樽天狗山スキー場を拠点に、世界で戦えるアルペンスキーヤーを目指す。
中学3年生で日本代表ジュニア指定選手に選出。北照高等学校から近畿大学に進学。卒業後も国内外の大会に挑み続け、26歳で日本代表へ復帰。
2011年に全日本スキー選手権大会アルペン競技男子回転優勝。2013年には再び全日本スキー選手権大会アルペン競技男子大回転で優勝。同年は国内で計4勝。ヨーロッパカップで最高16位となる。翌2014年、イタリア・ボルミオで開催されたアルペンスキー・ワールドカップに初出場を果たした後、出場大会を日本に移す。
帰国と同時に全日本スキー技術選手権大会に出場。初年度こそ9位ながら、2020年の大会キャンセルを挟んで2019年、2021年、2022年の3連覇を達成。それと並行して国民体育大会冬季大会のアルペン競技にエントリー。こちらも2022年の第77回国民体育大会冬季スキー競技大会（美の国あきた鹿角国体2022）で3勝目を挙げている。
スキー技術選手権とアルペンの二刀流を選んだのは、日本には届きにくいと感じたアルペンスキーの魅力を伝えることが目的である。北見工業大学スキーアカデミーの外部コーチを務めるなど、若手の育成にも携わっている。